# Furcula occidentalis
Furcula occidentalis là một loài bướm đêm trong họ Notodontidae. Nó được tìm thấy từ miền nam Yukon và British Columbia đến Nova Scotia, phía nam Maryland và phía tây đến Utah và Oregon.
Sải cánh là 32–45 mm. Cánh trước màu xám nhạt với một dải ở giữa và một mảng màu xám tối. Các cánh sau màu trắng xám với một đường viền cánh chấm đen. Con trưởng thành bay từ Tháng Tư-Tháng Tám trong 1-2 lứa mỗi năm.
Ấu trùng ăn các loài Salix và các loài đôi khi ăn Populus. Ấu trùng có thể được tìm thấy từ tháng sáu-tháng chín. Chúng trải qua mùa đông trong giai đoạn nhộng. 